# 马达加斯加护照
馬達加斯加護照是簽發給馬達加斯加公民的國際旅行證件。 
根据2025年1月8日发布的亨利护照指数，马达加斯加护照可免签证、落地签证或电子签证入境60个国家和地区，位居世界第82，与布基纳法索、加蓬护照并列。